# 1781
1781 (MDCCLXXXI) a fost un an obișnuit al calendarului gregorian, care a început într-o zi de duminică.

## Evenimente
- 21 decembrie: decretul împăratului Iosif II prin care Timișoara devine oraș liber regesc.

## Arte, știință, literatură și filozofie
- William Herschel descoperă planeta Uranus.

## Nașteri
- 12 martie: Frederica de Baden, soția regelui Gustav al IV-lea al Suediei (d. 1826)
- 27 septembrie: Regele Wilhelm I de Württemberg (d. 1864)
- 1 noiembrie: Joseph Karl Stieler, pictor german, pictor de curte al regilor bavarezi (d. 1858)
- 11 decembrie: David Brewster, fizician scoțian (d. 1868)

## Decese
- 11 martie: Mihály Adami, scriitor, lingvist și genealogist maghiar (n. ?)